# 永平寺町
永平寺町（えいへいじちょう）は、福井県北部（嶺北地方）にある町。永平寺町のみで吉田郡を構成する。仏教曹洞宗の大本山永平寺の門前町として知られ、町名の由来となっている。

## 地理

### 位置
他県とは接しない内陸の町で、北西は坂井市、北東は勝山市、南は福井市である。
勝山盆地と福井平野の間、東から西へ流れる九頭竜川に沿って位置し、九頭竜川の上流側から順に上志比地区（旧上志比村）、永平寺地区となり、下流側が松岡地区（旧松岡町）となっている。

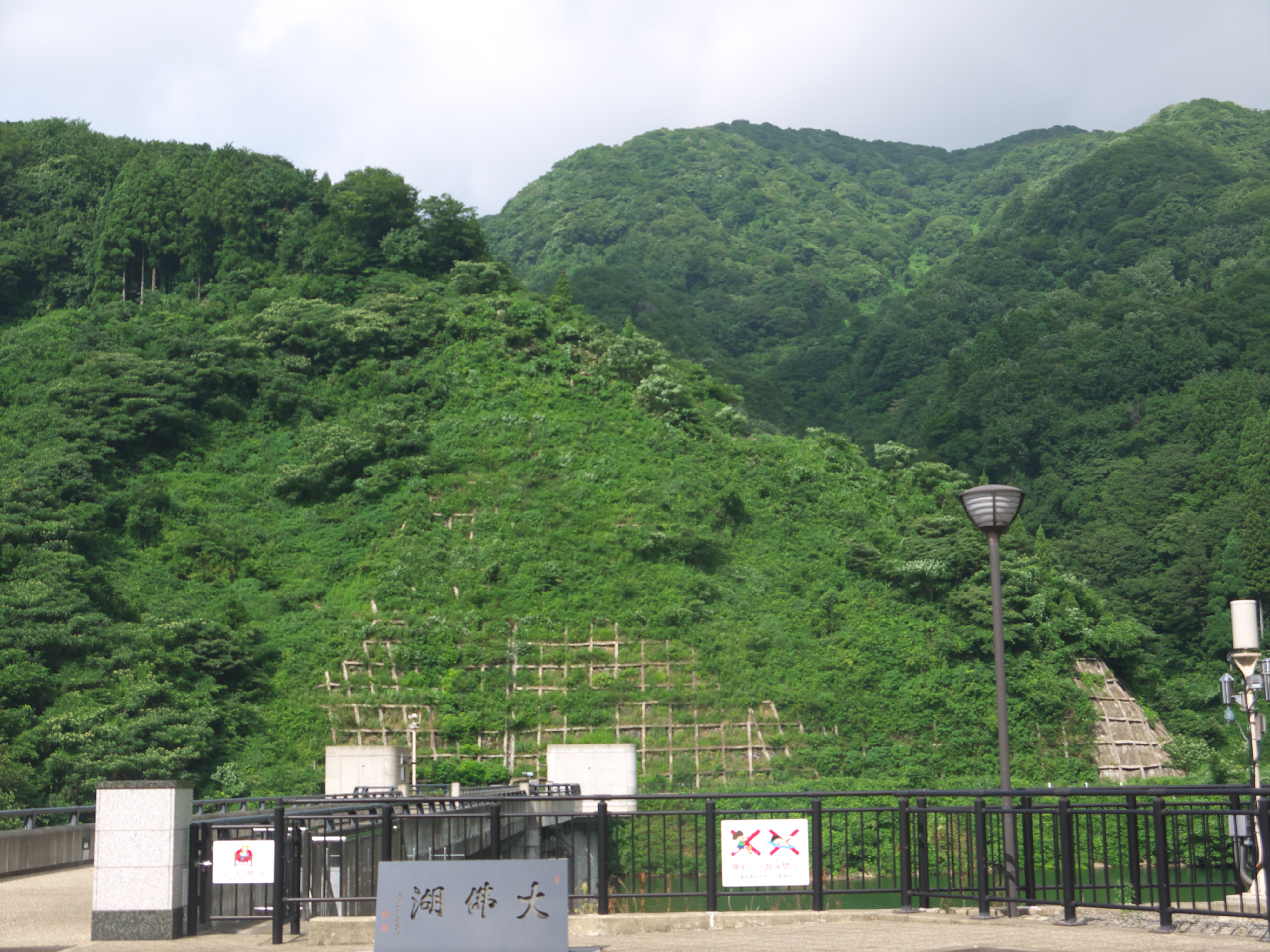
大佛湖から見た大佛寺山
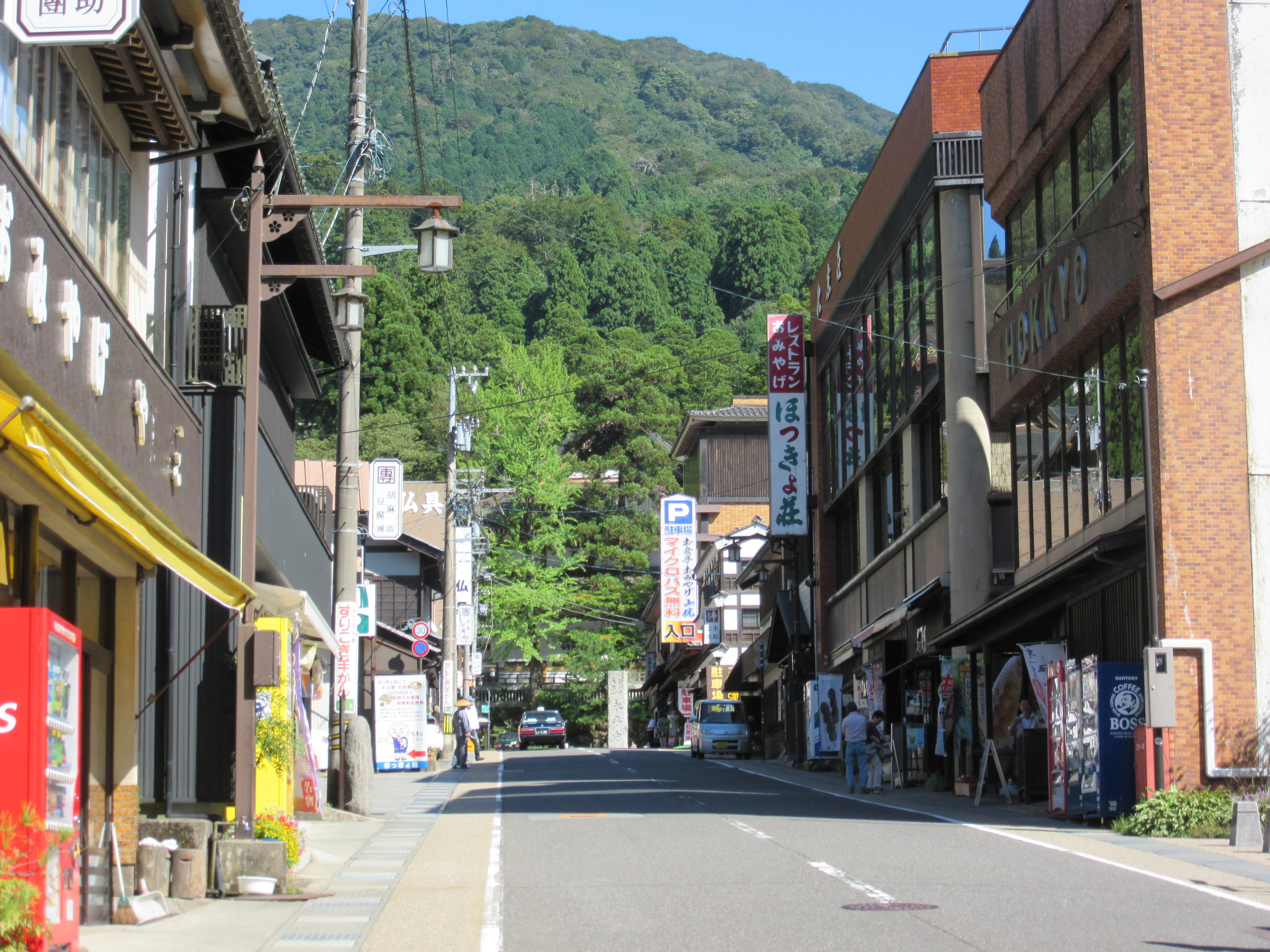
永平寺門前町

#### 山岳
主な山
- 浄法寺山
- 大佛寺山

#### 河川
主な川
- 九頭竜川

#### 湖沼
主な湖
永平寺ダム（大佛湖）

### 人口
| |                                          |  |
| 永平寺町と全国の年齢別人口分布（2005年） | 永平寺町の年齢・男女別人口分布（2005年） |  |
| ■紫色 ― 永平寺町 ■緑色 ― 日本全国 | ■青色 ― 男性 ■赤色 ― 女性                |  |
| 永平寺町（に相当する地域）の人口の推移 \| 1970年（昭和45年） \| 20,244人 \| \| \| 1975年（昭和50年） \| 19,876人 \| \| \| 1980年（昭和55年） \| 19,667人 \| \| \| 1985年（昭和60年） \| 19,550人 \| \| \| 1990年（平成2年） \| 19,387人 \| \| \| 1995年（平成7年） \| 20,183人 \| \| \| 2000年（平成12年） \| 21,182人 \| \| \| 2005年（平成17年） \| 20,764人 \| \| \| 2010年（平成22年） \| 20,647人 \| \| \| 2015年（平成27年） \| 19,883人 \| \| \| 2020年（令和2年） \| 18,965人 \| \| |                                          |  |
| 総務省統計局 国勢調査より |                                          |  |
| 1970年（昭和45年） | 20,244人                                 |  |
| 1975年（昭和50年） | 19,876人                                 |  |
| 1980年（昭和55年） | 19,667人                                 |  |
| 1985年（昭和60年） | 19,550人                                 |  |
| 1990年（平成2年） | 19,387人                                 |  |
| 1995年（平成7年） | 20,183人                                 |  |
| 2000年（平成12年） | 21,182人                                 |  |
| 2005年（平成17年） | 20,764人                                 |  |
| 2010年（平成22年） | 20,647人                                 |  |
| 2015年（平成27年） | 19,883人                                 |  |
| 2020年（令和2年） | 18,965人                                 |  |

#### 健康
- 平均年齢 47.6歳（2020年国勢調査）

## 歴史

### 先史
旧石器時代や縄文時代の遺跡や遺物が各地に分布する。県内最古級の石器が出土している。

### 古代
古墳時代の遺跡として手繰ヶ城山古墳などの古墳群が点在する。
令制国としては越前国に属し、平安時代末期には志比庄という大規模な荘園が広がっていた。

### 中世
鎌倉時代の1244年（寛正2年）に道元が永平寺を建立した（「鎌倉仏教」も参照）。

### 近世
江戸時代には「市」が開かれ、勝山街道や永平寺への参詣の宿場町としても発展した。

### 近現代
- 1954年（昭和29年）3月31日 - 志比谷村、下志比村及び浄法寺村が合併して、志比村が発足する。
- 1962年（昭和37年）9月1日 - 志比村が町制施行及び名称を変更して、永平寺町となる。
- 1968年（昭和43年）10月2日 - 昭和天皇、香淳皇后が第23回国民体育大会に合わせて県内を行幸啓。町内の志比小学校を訪問[2]。
- 2006年（平成18年）2月13日 - 松岡町、永平寺町及び上志比村が合併して、改めて永平寺町が発足する[3]。

## 政治

### 行政

#### 町長
歴代町長
- 町長職務執行者 鈴木喜代宏（上志比村廃止時の村長）2006年2月13日 - 2006年3月11日
- 初代 松本文雄（松岡町廃止時の町長）2006年3月12日 - 2014年3月11日 2期（満了）
- 2代 河合永充（前永平寺町議会議長）2014年3月12日 - 在任 3期目（任期満了2026年3月11日）

### 議会

#### 町議会
永平寺町議会
- 永平寺町議会：定数14（任期満了2026年7月31日）[4]

町新設から2006年7月31日まで合併時在任特例で定数42名であった。その後20名、2010年改選時に18名、2018年の改選時より現定数14名となる。

#### 県議会
福井県議会に永平寺町（吉田郡）から選出される議員の定数は1議席である。近年の選挙結果については「2023年福井県議会議員選挙」「2019年福井県議会議員選挙」を参照。

#### 国会
衆議院
永平寺町は、福井市、大野市、勝山市、あわら市、坂井市と構成される福井県第1区が選挙区となる。なお、当選挙区の衆議院選挙比例代表区選出議員については「比例北陸信越ブロック」を参照。
参議院
永平寺町は、参議院・北陸信越ブロックに属する。福井県選挙区は参議院一人区の1つ。

## 官公庁

### 裁判所
- 福井地方裁判所（管轄地：吉田郡・永平寺町、福井市、あわら市、坂井市、大野市、勝山市）
- 福井家庭裁判所（管轄地：吉田郡・永平寺町、福井市、あわら市、坂井市、大野市、勝山市）
- 福井簡易裁判所（管轄地：吉田郡・永平寺町、福井市、あわら市、坂井市、大野市、勝山市）

## 対外関係

### 姉妹都市・提携都市

#### 海外
提携都市
- 張家港市（中華人民共和国 江蘇省）
1997年（平成9年）8月 - 旧松岡町と友好都市提携

#### 国内
その他
- 全国門前町サミット - 全国の神社仏閣を中心に発展してきた門前町を有する自治体・観光協会・商業関係者などが集まり地域活性、街作り推進のため開催する会議。

## 経済
主な産業
- 観光産業
- 繊維産業
- 農業

産業人口（2005年国勢調査、旧町村分の合計）
- 第一次産業：428人
- 第二次産業：3,297人
- 第三次産業：6,961人

### 第一次産業

#### 農業
農業協同組合
- 福井県農業協同組合

### 第二次産業

#### 醸造業
- 吉田酒造
- 黒龍酒造

### 第三次産業

#### 商業
主な商業施設

## 施設

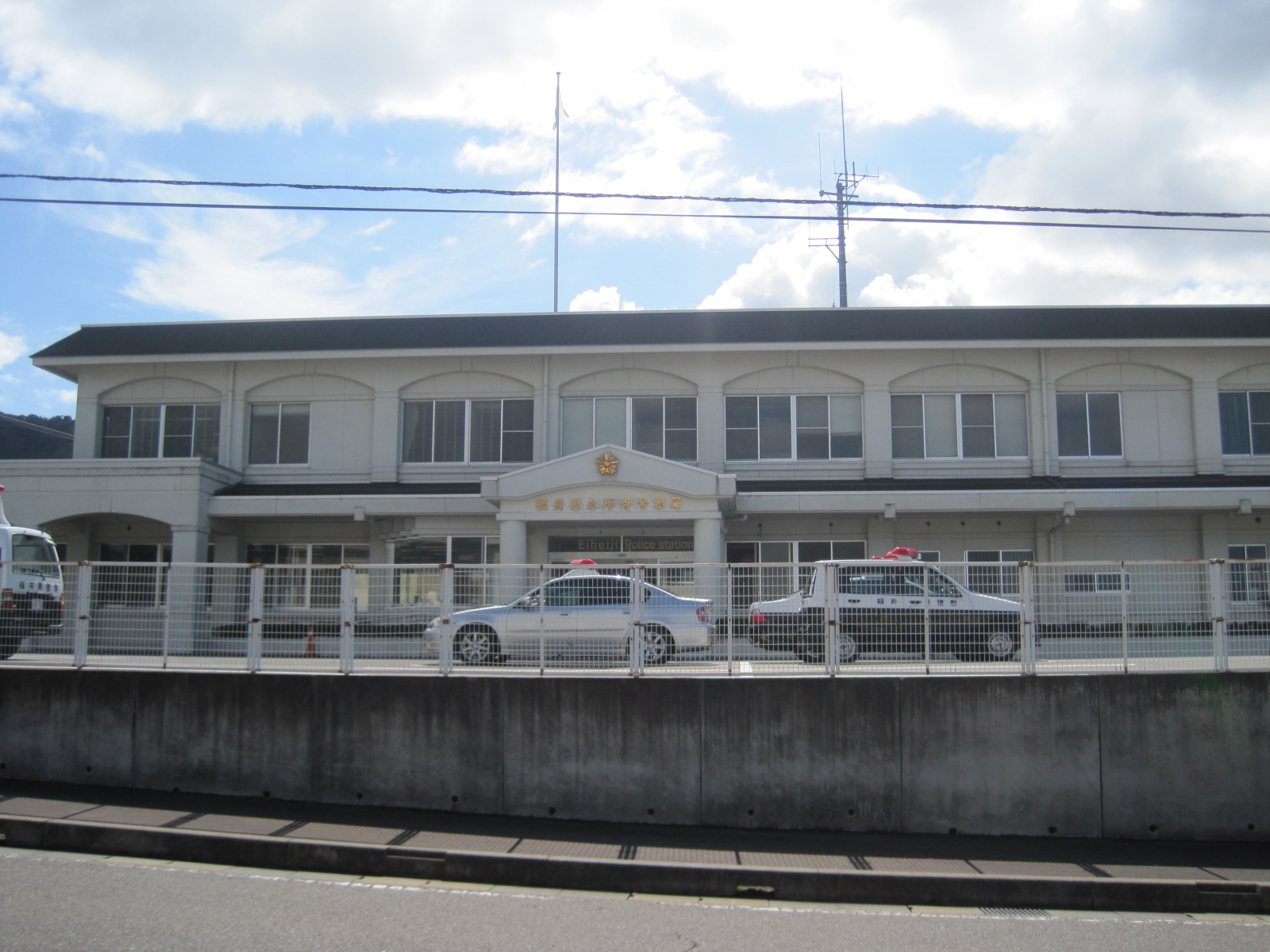
福井警察署
永平寺分庁舎

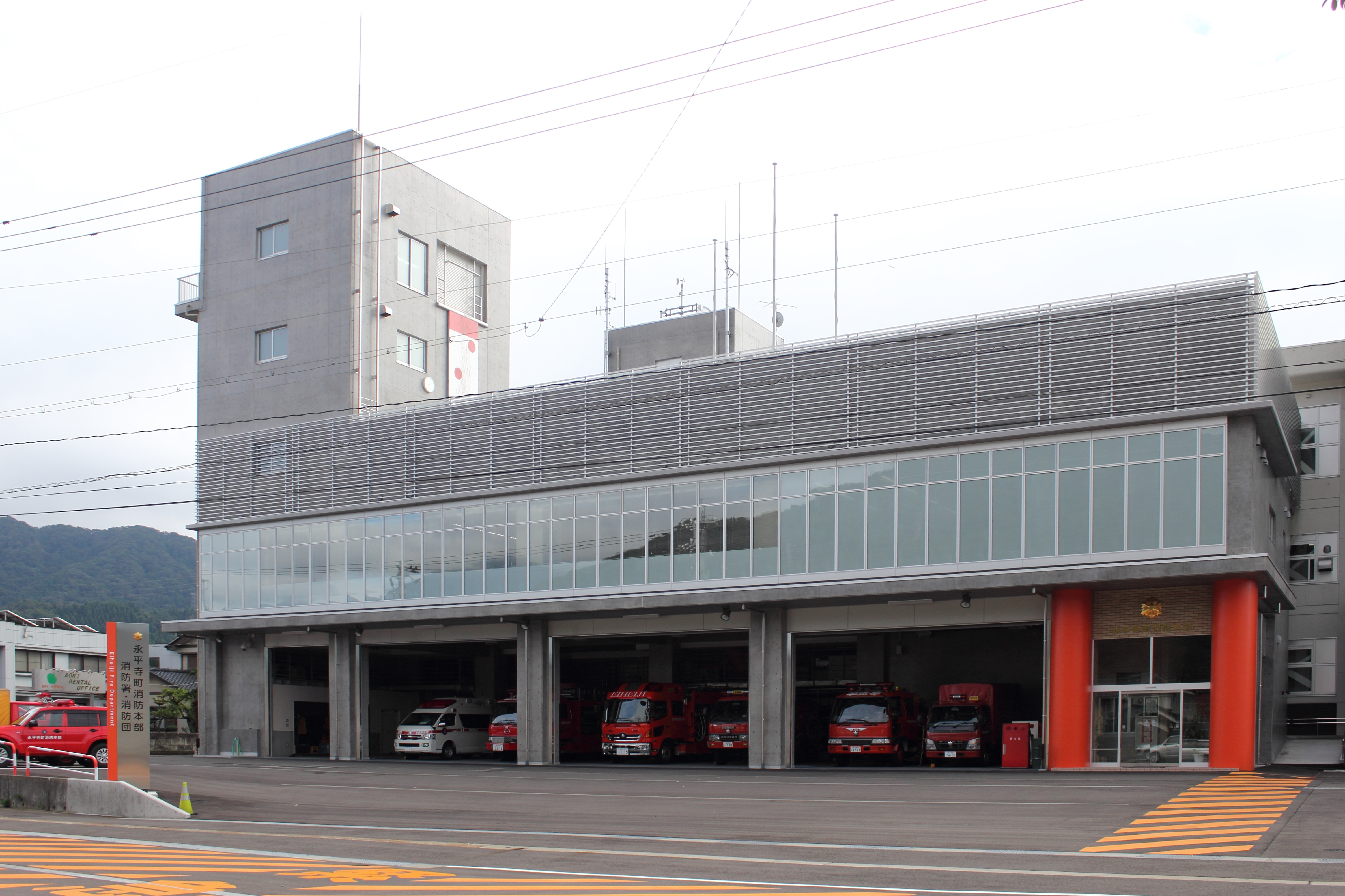
永平寺町消防本部

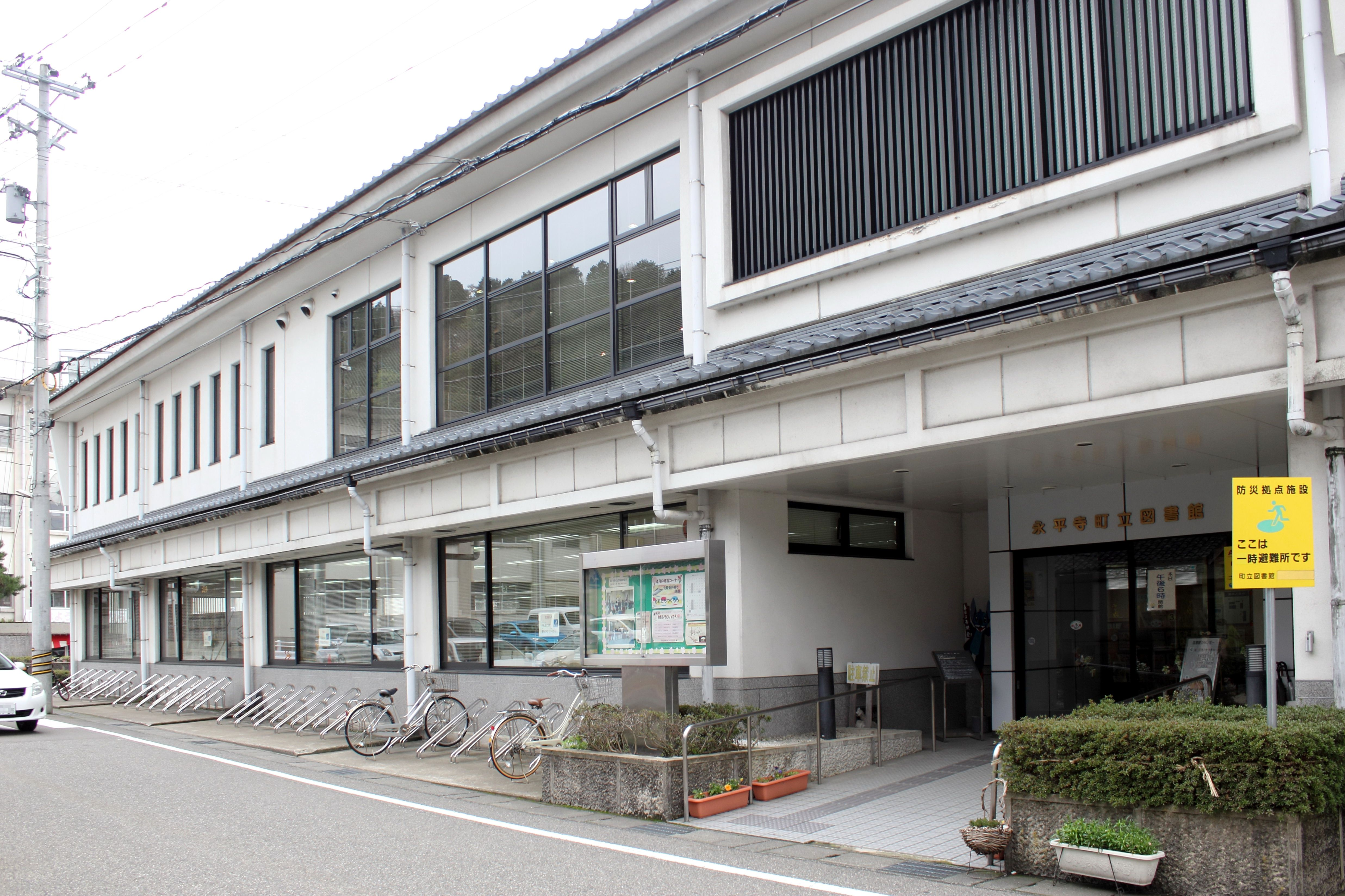
永平寺町立図書館

### 警察
- 福井県警察 福井警察署の管轄。
  - 松岡交番（松岡吉野堺、福井警察署永平寺分庁舎 - 旧:松岡警察署）
  - 御陵駐在所（松岡兼定島）
  - 永平寺駐在所（諏訪間）
  - 上志比駐在所（山王）

### 消防
- 永平寺町消防本部（東古市）
  - 永平寺消防署（東古市）

### 医療
主な病院
- 福井大学医学部附属病院

### 郵便局
主な郵便局
- 永平寺郵便局

### 図書館
主な図書館
- 永平寺町立図書館
- 永平寺館（町役場永平寺支所内）
- 上志比館（上志比文化会館サンサンホール内）

## 教育

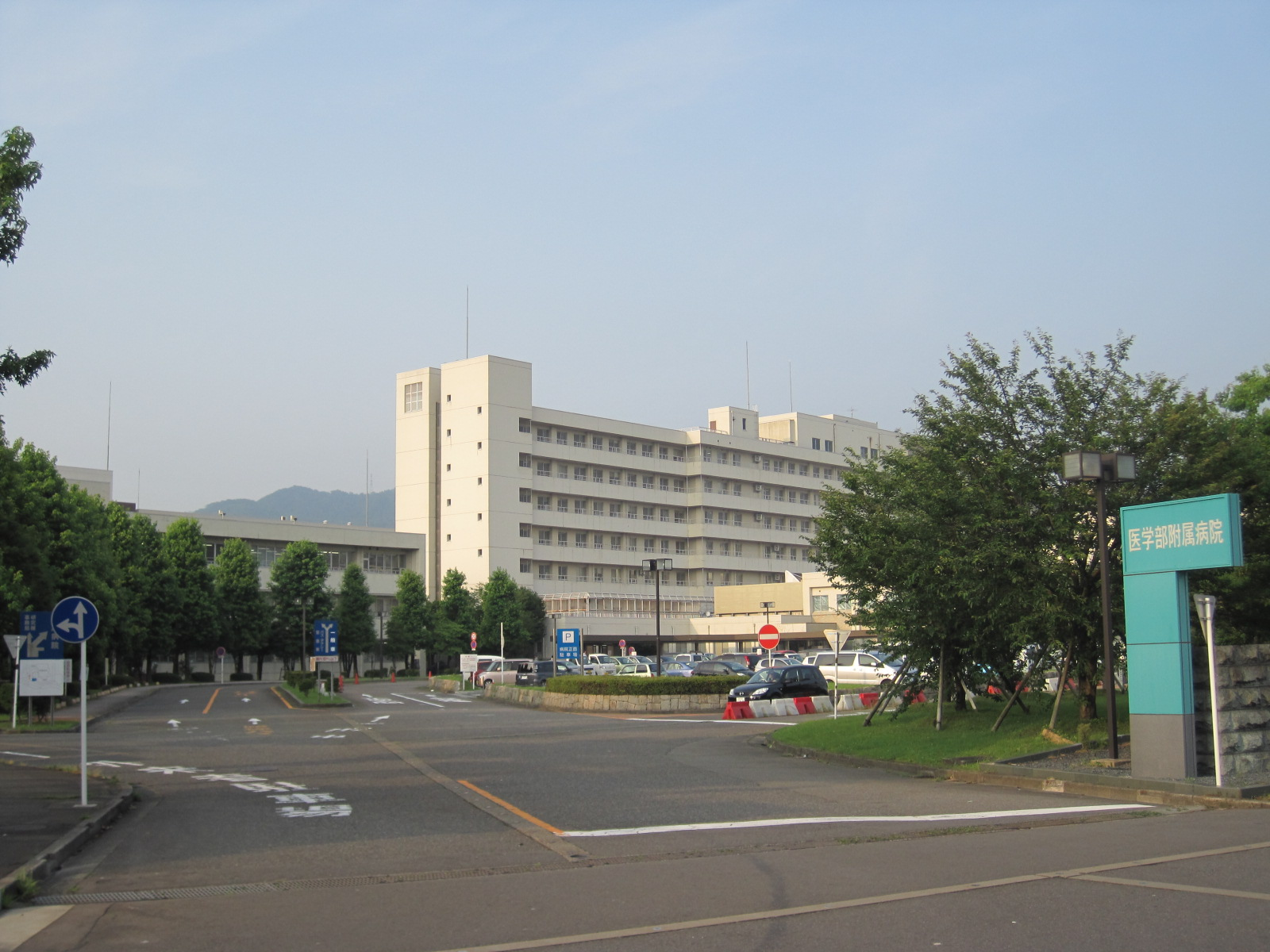
福井大学病院

### 大学
国立
- 福井大学 松岡キャンパス（医学部）

公立
- 福井県立大学 本部・永平寺キャンパス

### 専修学校
私立
- 天谷調理製菓専門学校
- 福井県理容美容専門学校

### 中学校
町立
- 永平寺町立松岡中学校
- 永平寺町立永平寺中学校
- 永平寺町立上志比中学校

### 小学校
町立
- 永平寺町立松岡小学校
- 永平寺町立御陵小学校
- 永平寺町立吉野小学校
- 永平寺町立志比北小学校
- 永平寺町立志比小学校
- 永平寺町立志比南小学校
- 永平寺町立上志比小学校

## 交通

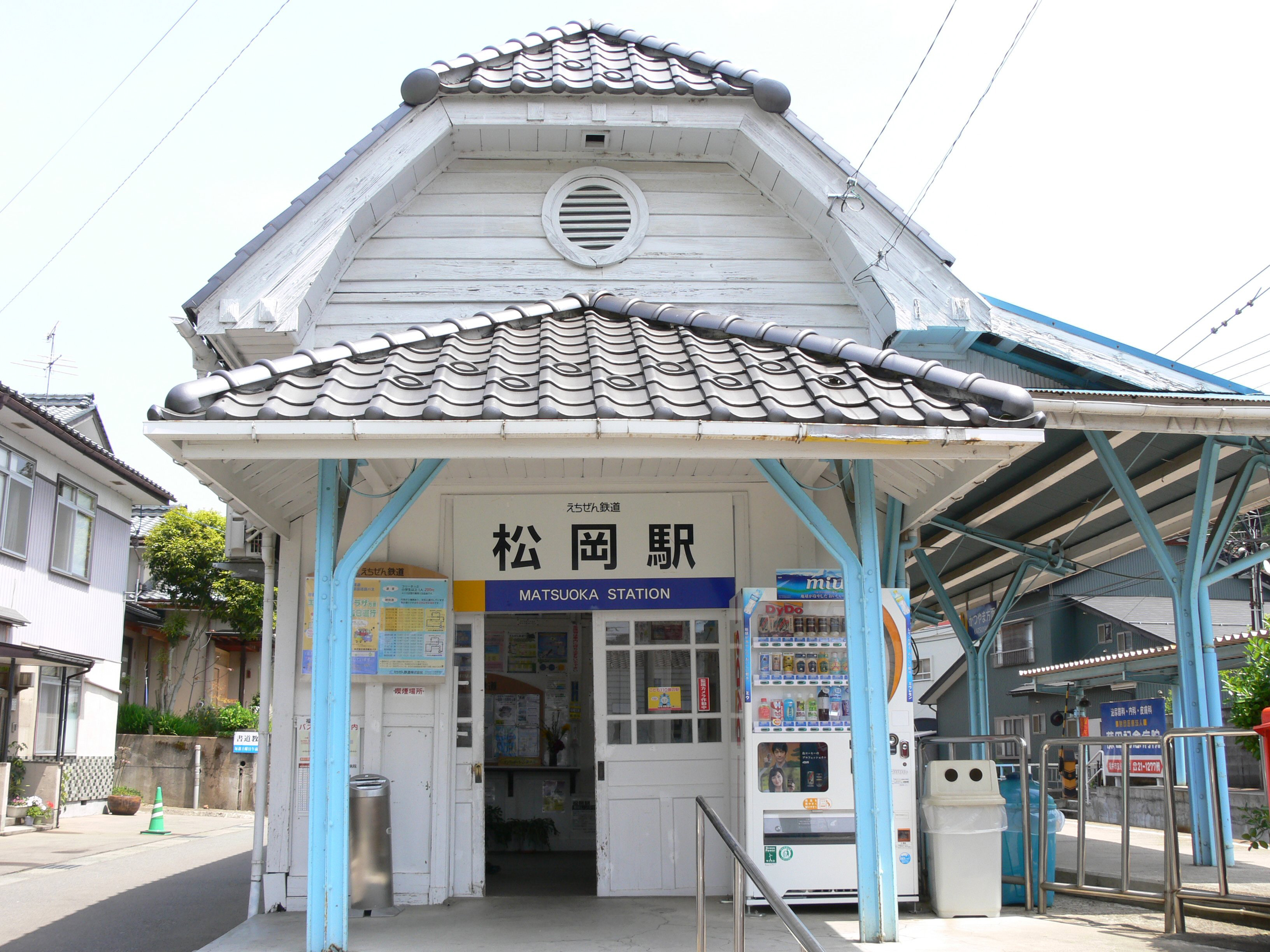
松岡駅

町内の鉄道及び一般国道・主要地方道は、永平寺地区中心部から永平寺へのアクセス国道1本を除くと九頭竜川と同様に3地区を東西に貫通している。町西端部の南北にE8 北陸自動車道がかすめ、九頭竜川南岸の福井市境部に福井北JCT・ICがある（料金所は福井市に所在するが、一般道との接続点は永平寺町域）。

### 鉄道
町内の公共交通機関は一元的な集約が行われていない。
役場最寄駅は、松岡駅で、鉄道路線に沿って役場支所が所在する。

#### 鉄道路線
えちぜん鉄道
- 勝山永平寺線：観音町駅 - 松岡駅 - 志比堺駅 - 永平寺口駅 - 下志比駅 - 光明寺駅 - 轟駅 - 越前野中駅 - 山王駅 - 越前竹原駅 - 小舟渡駅

#### 廃線
京福電気鉄道
- 永平寺線（2002年10月1日廃止）：東古市駅（現・永平寺口駅） - 諏訪間駅 - 京善駅 - 市野々駅 - 永平寺駅

### バス

#### 路線バス
京福バス
- 大学・専門学校・病院などがある松岡御陵地区は大和田大学病院線が福井駅（福井市）からアピタ・エルパ前経由で毎時1本の頻度で運行されている。
- 永平寺口駅・松岡駅から福井大学医学部、福井県立大学、丸岡バスターミナルを経て丸岡駅（坂井市）へ向かう路線がある（休日運休）。
- 永平寺地区の永平寺口駅 - 永平寺間は毎時1本の頻度でバスが運行され、一部の便は丸岡バスターミナルを経て芦原温泉駅（あわら市）へ向かう。

永平寺町
- コミュニティバス - 松岡地区は松岡駅(公民館)と福祉総合センター、永平寺地区は永平寺口駅前、上志比地区は山王駅前を拠点にそれぞれ運行し、3地区を横断する山王駅-大学病院ルートもある。

#### タクシー
永平寺町
- 近助タクシー - 志比北・鳴鹿山鹿地区、志比南地区、吉野地区で運行。居住者のみ利用可能。区域運行の自家用有償旅客運送（交通空白地有償運送）・ライドシェア。

勝山市
- 乗合タクシー - 越前竹原駅前に「北郷予約便」(フルデマンド便)が乗り入れる[5]。

坂井市
- オンデマンド型交通「イータク」(乗合タクシー) - 福井大学医学部附属病院に指定停留所「福井大学医学部附属病院」(3-000)が設置されている[6]。

#### 特急バス
福井交通
- 朝倉・永平寺ダイレクトバス - 福井駅東口から途中一乗谷朝倉氏遺跡周辺4箇所（福井市）のみ停車し永平寺まで運行。

京福バス
- 永平寺ライナー - 福井駅東口から中部縦貫自動車道経由で松岡IC付近、永平寺地区南部の各停留所を経て永平寺まで運行されている（定員制）。京福バスの「恐竜バス」は通過するのみで永平寺町内には停車しない。

#### 高速バス
- 福井県が開設した福井北バスストップ（松岡吉野堺）に県外方面の高速バスが停車する。COVID-19の影響により運休・減便を実施している事業者・路線あり。

#### 自動運転車
日本国内では初となるレベル4自動運転車「ZEN drive」を、2023年5月21日から、町道「永平寺参ろーど」の約2キロメートル（荒谷停留所 - 志比停留所）で運行している。

### 道路

#### 高速道路
一般国道自動車専用道路
- E67中部縦貫自動車道（国道158号永平寺大野道路）：- 松岡IC - 永平寺参道IC - 永平寺IC - 上志比IC

#### 国道
- 国道364号
- 国道416号

#### 県道
主要地方道
- 福井県道17号勝山丸岡線

一般県道
- 福井県道110号北野松岡線
- 福井県道111号舟橋松岡線
- 福井県道112号栃神谷鳴鹿森田線
- 福井県道113号稲津松岡線
- 福井県道114号吉野福井線
- 福井県道164号大畑松岡線
- 福井県道165号京善原目線
- 福井県道168号藤巻下荒井線
- 福井県道232号竹田東古市停車場線
- 福井県道245号永平寺線
- 福井県道254号上志比インター線
- 福井県道255号牧福島上荒川線
- 福井県道801号永平寺福井自転車道線

#### 道の駅
- 禅の里 - 中部縦貫自動車道上志比ICから約1.5km、国道416号沿い。

## 観光

### 名所・旧跡
主な城郭・館
- 松岡館跡・お館の椿

主な神社
- 弁財天白龍王大権現

主な寺院
- 永平寺（曹洞宗総本山）

主な遺跡
- 松岡古墳群
  - 手繰ヶ城山古墳
- 春日山古墳

### 観光スポット
- 浄法寺山青少年旅行村
- 九頭竜川鳴鹿大堰、わくわくRIVER CAN 九頭竜川資料館
- 永平寺ダム

## 文化・名物

### 祭事・催事
- えいへいじ納涼まつり大燈籠流し（毎年8月下旬開催）
- 永平寺参道マラソン（毎年3月中旬開催）
- アユ釣り（九頭竜川、6月中旬～11月中旬）

### 名産・特産
- 永平寺そば
- 永平寺ごま豆腐
- ニンニク

### 著名な出身者
- 菅原睦（言語学者、東京外国語大学トルコ語学科准教授）
- 木村亜希子（声優）
- 伊藤克矩（お笑い芸人、クレヨン）
- 藤井宏海（プロ野球選手）
- 齊藤悠葵（プロ野球選手・広島東洋カープ）